# Symphonie no 6 de Chostakovitch
Pour les articles homonymes, voir Symphonie no 6.
La Symphonie no 6 en si mineur (op. 54) de Dmitri Chostakovitch a été composée en 1939, deux ans après la Cinquième symphonie. Elle est moins longue que cette dernière, mais surtout semble plus déséquilibrée, avec un long premier mouvement suivi de deux autres brefs.

## Fiche technique
- Titre : Symphonie n° 6 en si mineur, op. 54
- Composition : 1939
- Création : le 21 novembre 1939, par l'Orchestre philharmonique de Leningrad dirigé par Ievgueni Mravinski
- Durée : 30 minutes

### Orchestration
- 3 flûte (aussi flûte piccolo), 3 hautbois (aussi cor anglais), 4 clarinette (aussi clarinette en mib, clarinette basse), 3 basson (aussi contrebasson), 4 cor, 3 trompette, 3 trombone, tuba, timbales, 3 percussionnistes (grosse caisse, triangle, Xylophone, tambour de basque, tam tam, cymbales), harpe, célesta, cordes[1].

## Histoire

### Composition
Elle a été écrite deux ans après sa Cinquième Symphonie, l'auteur composant entre-temps quelques musiques de film, sa Suite pour orchestre de jazz no 2 et commençant son cycle de quatuors à cordes. Chostakovitch en commence l'écriture en avril 1939 pour l'achever en octobre.
Après le succès de la Cinquième, on annonçait la nouvelle symphonie comme une vaste Lénine-Symphonie, avec solistes et chœurs sur le texte du poème Vladimir Ilitch Lénine de Vladimir Maïakovski. Comme plus tard avec la Neuvième Symphonie, l'attente du monumentalisme fut déçue.

### Création et réception
Cette symphonie fut créée le 21 novembre 1939, deux ans exactement après la Cinquième Symphonie, par l'Orchestre philharmonique de Leningrad sous la direction de Evgeni Mravinski, et le premier enregistrement en fut réalisé par Leopold Stokowski avec l'Orchestre de Philadelphie en 1940.
Malgré un vif succès lors de la première, c'est le puissant contraste d'humeurs qui fut reproché au compositeur, mais il était déjà en quelque sorte annoncé par le finale de la Cinquième, et par cette affinité de plus en plus forte de Chostakovitch avec l'univers et l'écriture mahlérienne.

## Analyse
Selon ResMusica, commentant l'interprétation de Vasily Petrenko : « La redoutable Symphonie n°6 est également une très grande réussite. Le chef parvient à faire la synthèse entre le ton mystérieux et décanté du premier mouvement  et la rudesse sarcastique et acide des deux derniers ! L’exigeant « Largo » initial semble flotter dans une apesanteur déjà chargée de noirs nuages annonciateurs des drames historiques à venir ; quant aux « Allegro » et « Presto » finaux, ils virevoltent dans un ballet d’étincelles musicales et d’ironies acides. »

### Largo
Le Largo initial est comme une sombre et tragique contemplation. Ses longues phrases étirées semblent évoquer un paysage de désolation ou un effrayant vide sidéral, qui lui confère presque un caractère de "musique des sphères". Les deux autres mouvements, bien plus courts, sont à la fois typiques du compositeur et dans l'esprit de Prokofiev.

### Allegro
L'Allegro est plein de joie et d'humour, mais finit par tourner à la caricature.

### Presto
Le finale reprend cette gaieté apparente qui laisse imaginer, derrière la façade, comme une ronde macabre.

## Discographie sélective
| Direction          | Orchestre                                                           | Année     | Label               | Note |
| ------------------ | ------------------------------------------------------------------- | --------- | ------------------- | ---- |
| Ievgueni Mravinski | Orchestre philharmonique de Leningrad                               | 1965      | Melodiya            |      |
| Kirill Kondrachine | Orchestre philharmonique de Moscou Orchestre royal du Concertgebouw | 1967 1968 | Melodiya Philips    |      |
| Bernard Haitink    | Orchestre royal du Concertgebouw                                    | 1983      | Decca               |      |
| Leonard Bernstein  | Wiener Philharmoniker                                               | 1986      | Deutsche Grammophon |      |
| Kurt Sanderling    | Berliner Sinfonie-Orchester                                         | 1983      | Berlin Classics     |      |